# Панцер VI Тигар II
Тигар II био је немачки тешки тенк из Другог светског рата. Због свог тешког оклопа, у акцији је имао механичких кварова. Био је познат под више имена, али најпознатији надимак био му је Краљевски тигар.

## Историја
Током јануара 1943. године Хитлер је наредио почетак пројекта градње новог њемачког тешког тенка. Само девет месеци касније први тест прототип изграђен од дрвета презентован је њемачком војном штабу добивши од њега зелено светло за старт производње. Први примерци тога новог тенка са почетним именом Тигар II су изашли из фабрике у децембру 1943. године.

## Планирање и производња
Планирање наследника првог тигра је почело још у мају 1941. године, али је конструисање почело у јануару 1943. године. Хитлер је наредио да се тенк наоружа дугачким 88 mm топом, да има 150 mm дебелу предњу плочу и 80 mm бочне. Требало је да цео Тигар 2, у суштини, личи на Панцер V Пантер тенк.
Пројекат развоја су добили Хеншел и Порше. Порше је развио два модела, врло слична, са једином разликом у погледу места куполе. Добили су ознаке VK4502(P) и били су веома слични VK4501(P) моделу. Тип 180 је имао куполу монтирану на средини шасије, а тип 181 позади. Завршили су на нивоу дрвених модела.
Хеншелов модел се много брже развијао тако да је добио зелено светло за производњу. Имао је много заједничких делова са Пантером 1 и 2, из разлога стандардизације и појефтињења производње. Модел VK4503(H) је у суштини био увећани Пантер и веома се разликовао од Тигра. Дрвени модел је октобра 1943. године у источној Пруској приказан Хитлеру. Припреме за његову производњу су почеле у децембру 1943. године у Хеншеловој фабрици у Каселу. Од јануара 1944. године до марта 1945. године је произведено само 489 примерака (плус 3 прототипа) овог тенка од укупно 1500 наручених и то у четири серије: 420500, 420500, 420590 i 420680. Коначан завршетак производње овог тенка се десио након бомбардовања Хеншелове фабрике у Каселу.
Од јануара 1944. године до децембра се много тога мењало на тенку, али ништа што би значајно променило утицај тенка на ток рата. Мењали су се типови гусеница, убацивање и избацивање опреме за подводни газ, али ништа стратешки значајно. Сви модели су међутим имали једну револицонарну новост, антимагнетну превлаку (Zimmerit).
Првих 50 тенкова је прављено са прототипном куполом, а касније са Хеншеловом. прототипна купола је била једноделна, за разлику од Хеншелове која је била дводелна. У Краљевском Тигру је са прототипном куполом стајало 80 граната калибра 88 mm, а са Хеншеловом 86 комада. Свега 25% од укупне муниције је стајало у позадини куполе, док се остатак ређао дуж бокова унутрашњости тенка. Код прототипне куполе, командирова турела је била померена улево. Краљевски Тигар је са прототипном куполом имао масу 68.500 kg, а са Хеншеловом 69.800 kg.

## Карактеристике
Непробојни предњи нагнути оклоп дебљине од 180 mm никад није био пробијен, али забележено је како је задњи нагнути оклоп од 80 mm био неколико пута пробијен од стране противничких тенкова. Ако се узме у обзир да је изграђено 487 комада овог тенка тешког 68 тона, а практично забележен је сваки тенк који му је успео пробити задњи оклоп говори више него било шта друго колико се то ретко дешавало. Његов квалитетни топ од 88 mm је био у могућности да уништи сваки противнички тенк на удаљености већој од 2 km, што је неколико пута већа удаљеност од оне на коју је требало да стигну противници да би имали и најмању шансу. Проблем овог тенка је била прије свега његова маса од 68 тона. Због тога Краљевски тигар је најчешће остао затворен на подручју између две ријеке јер мало који мост је могао издржати његову масу.
На тај проблем масе се државни врх уопште није обазирао, него је покренуо пројект новог још масивнијег тенка под именом Панцер VIII Миш.
Једина пренамена овог тенка била је противтенковска варијанта Ловачки тигар (Јагдтигар).

### Погон и трансмисија
Тигар 2 је поседовао 12 цилиндрични Мајбах HL 230 P30 мотор са укупно 700 ks, који се такође користио за Пантера, са 8-брзинским Мајбах OLVAR EG 40 12 16 B мењачем (8 брзина напред, 4 назад). У комбинацији са новим Хеншеловим L 801 механизмом за управљање тенк је могао да се окрене у месту. Имао је 9 точкова по гусеници, обложених гумом, који су се преклапали. Пет су били спољашњи, а четири унутрашњи. Ово је био напредак у односу на Тигар 1, али овај тип амортизације врши већи притисак на гусенице и тако им скраћује век трајања. Поседовао је два типа гусеница: уске за транспорт (660 mm) и шире приликом служења на терену (800 mm). Мотор је био слаб спрам укупне масе што је резултовало лошим односом снага/маса од само 10,1 кс/тона. Ово је значило да тенк има изузетно малу мобилност. Уз све ово је тенк тражио константно одржавање да би био у оперативној употреби.

### Наоружање
Оно по чему је Тигар 2 био познат је топ. Врло прецизни 88 mm KwK 43 L71 топ, који је дугачак 6.3 m, што говори ознака L71 (дугачак 71 калибара). У почетку је био опремљен бинокуларним TZF 9b/1 нишанским телескопом, а касније са монокуларним TZF 9d. Топ је могао да се подигне за 14 степени у односу на хоризонталу и могао је да спусти 8 степени испод. Једна граната је тежила скоро 20 kg, што је резултовало малом брзином пуњења. Међутим, захваљујући калибру и гранати је био у могућности да пробије предњи оклоп Шермана. Тенк Кромвел и Т34-85 је пробијао на удаљености од 3500 m.
Такође је био опремљен 90-милиметарским бацачем ракета NbK 39 који је био монтиран на куполи. Поред тога, Тигар 2 је био опремљен изузетно, за то време, дебелим предњим оклопом. Поседовао је радио опрему FuG5, а неки су имали FuG2.

## Ратна дејства
Тигар 2 је први пут коришћен у мају 1944. године у операцијама близу Минска. Коришћен је у бици за Нормандију где је правио велике губитке савезницима, али се брзо кварио. Чести кварови у комбинацији са савезничким јуришним авионима су се показали врло погубним на бојном пољу Нормандије. Такође, многи су изгубљени након трошења горива и немогућности поновног пуњења. Међутим, док је имао горива и био исправан, овај тенк је био непобедив на бојном пољу. Познато је да је улазио у обрачуне са Шерманима на растојању од само 150 метара и излазио као победник, док су се непријатељске гранате само одбијале од његовог предњег оклопа.
Захваљујући изузетно дебелом предњем оклопу, који је био отпоран на скоро све што су Савезници имали у свом арсеналу, Тигар II је имао значајну почетну предност у сукобу са противничким тенковима. Заправо, само је мали број ових тенкова уништен директним дејством непријатеља. Већина тенкова Тигар II напуштена је или уништена од стране својих посада, зато што су услед техничких кварова и недостатка горива остајали непокретни на бојишту.
Ако је Тигар I на бојишту био ноћна мора за противнике, Тигар II је био нешто незамисливо. Предњи оклоп овог тенка током борби с противничким тенковима или противоклопним возилима није никад био пробијен. У најславнијој бици овог тенка један Краљевски тигар је 1945. године напао 11 совјетских тешких тенкова ЈС-2 и 135 других тенкова. Уништио их је свеукупно 39 када се напокон због недостатка муниције морао вратити неоштећен у базу.
Овај тенк највише је коришћен у бици за избочину 1945.
Марта 1945. године у строју се налазило 226 тенкова.
Једина права претња овом тенку били су противнички авиони који су га лако могли уништити.

## Производња
| Производња тенкова Тигар II. |      |      |      |      |     |     |     |      |      |      |      |      |        |
|                              | Јан. | Феб. | Март | Апр. | Мај | Јун | Јул | Авг. | Сеп. | Окт. | Нов. | Дец. | Укупно |
| 1943                         |      |      |      |      |     |     |     |      |      |      | 1    |      | 1      |
| 1944                         | 5    | 5    | 6    | 6    | 15  | 32  | 45  | 94   | 63   | 26   | 26   | 56   | 379    |
| 1945                         | 40   | 42   | 30   |      |     |     |     |      |      |      |      |      | 112    |

Укупно за период од новембра 1943 до марта 1945 године било је направљено 492 танкова «Тигар II».